# Seiichi Watanabe
Seiichi Watanabe (jap. 渡辺 清一, Watanabe Seiichi; * um 1970) ist ein japanischer Badmintonspieler. 

## Karriere
Seiichi Watanabe wurde 1995 nationaler japanischer Titelträger im Herrendoppel mit Fumihiko Machida. Gemeinsam starteten beide auch bei den Asienspielen 1998. Dort schieden sie jedoch schon in Runde eins aus und wurden somit 17. in der Endabrechnung.

## Sportliche Erfolge
| Saison | Veranstaltung                | Disziplin    | Platz | Name                                |
| ------ | ---------------------------- | ------------ | ----- | ----------------------------------- |
| 1995   | Japan: Einzelmeisterschaften | Herrendoppel | 1     | Fumihiko Machida / Seiichi Watanabe |
| 1998   | Asienspiele                  | Herrendoppel | 17    | Fumihiko Machida / Seiichi Watanabe |

## Referenzen
- Kyōto-fu Badminton Kyōkai: Japanische Meisterschaften (Memento vom 28. August 2007 im Internet Archive)
- Seiichi Watanabe beim Badminton-Weltverband

| Personendaten    | Personendaten                |
| ---------------- | ---------------------------- |
| NAME             | Watanabe, Seiichi            |
| ALTERNATIVNAMEN  | 渡辺清一 (japanisch)         |
| KURZBESCHREIBUNG | japanischer Badmintonspieler |
| GEBURTSDATUM     | um 1970                      |